# Pteropsaron springeri
Pteropsaron springeri is een straalvinnige vissensoort uit de familie van baarszalmen (Percophidae). De wetenschappelijke naam van de soort is voor het eerst geldig gepubliceerd in 2007 door Smith & Johnson.